# Sylvie Goulard
Sylvie Anne Goulard, geboren Grassi (Marseille, 6 december 1964), is een Franse politica, auteur van verschillende werken over de Europese eenmaking, Europees Parlementslid namens het Mouvement démocrate (2009-2017) en korttijdig minister van de Stijdkrachten in de regering-Philippe I namens La République en marche ! tussen 17 mei en 21 juni 2017.

## Levensloop
Goulard werd licentiaat in de rechten aan de Universiteit Aix-Marseille (1984). Zij is gediplomeerd van het Institut d'études politiques de Paris (1986) en van de École nationale d'administration (ENA), promotie Liberté-Égalité-Fraternité (1989). Zij was docente aan het Europacollege in Brugge (2005-2009) en verbleef vaak in Duitsland en spreekt behoorlijk Duits. Zij is getrouwd met staatsraad Guillaume Goulard en heeft drie kinderen.
Van 1989 tot 1999 werkte Goulard op de directie Juridische Zaken van het ministerie van Buitenlandse Zaken. Zij maakte deel uit van de cel die meewerkte aan de oplossing van problemen rond de hereniging van Duitsland.
Van 1993 tot 1996 was zij gedetacheerd naar de Raad van State. Terug op het ministerie van Buitenlandse Zaken werd zij belast met Europese Zaken in samenwerking met het Duitse ministerie van Buitenlandse Zaken. Zij werkte vervolgens als onderzoeker in het Centre de recherches internationales (CERI) van 1999 tot 2001.

## Adviseur van Romano Prodi
Goulard werd politiek adviseur bij Europees Commissievoorzitter Romano Prodi (2001-2004). Zij volgde onder meer de werkzaamheden op van de Conventie over de Toekomst van Europa voorgezeten door Valéry Giscard d'Estaing met als doel een grondwet voor de Europese Unie uit te werken.
Zij werd voorzitter van de Europese Beweging Frankrijk in opvolging van Pierre Moscovici (2006-2009).

## Europees Parlementslid

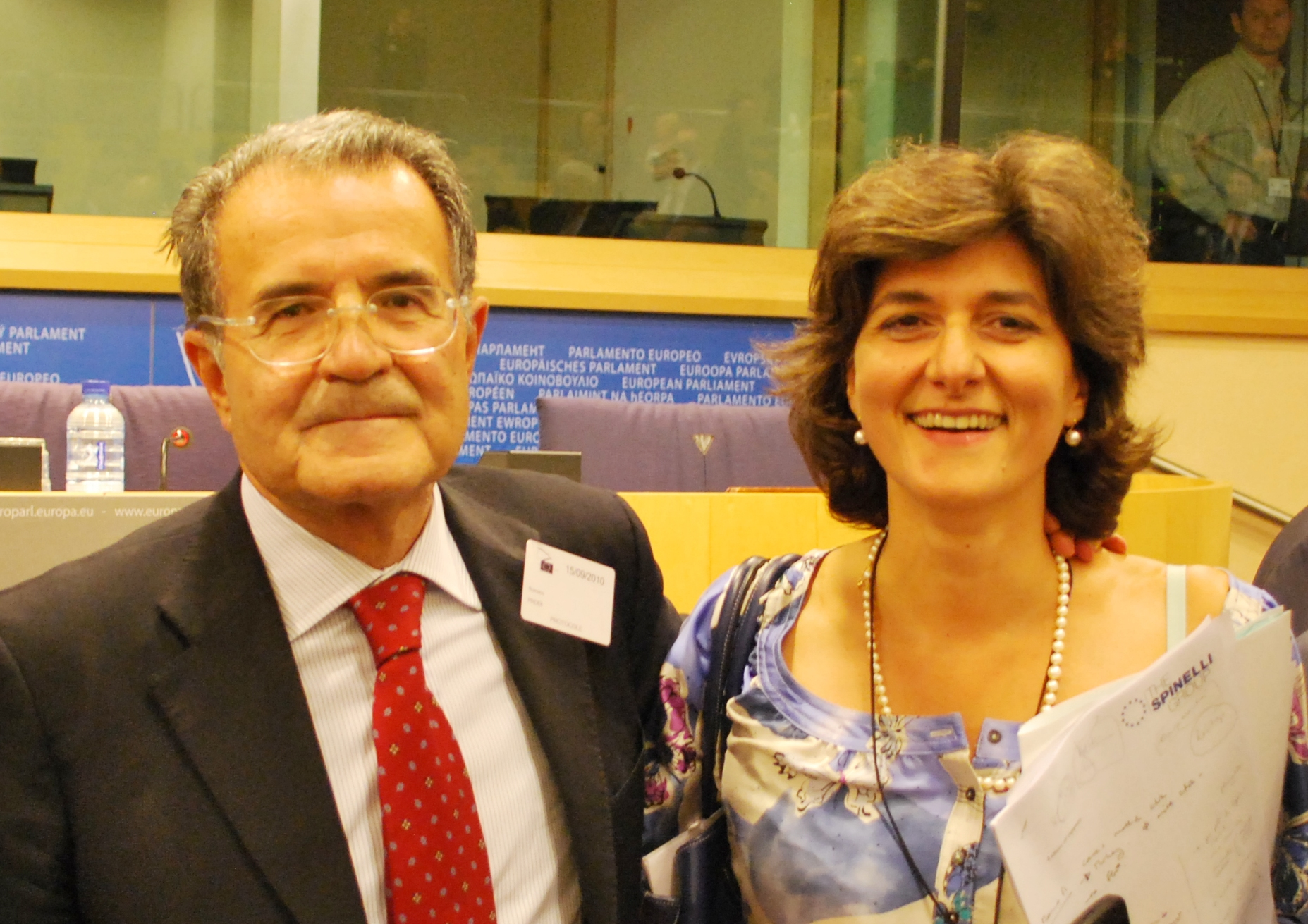
Romano Prodi en Sylvie Goulard in 2010

Sylvie Goulard werd in 2009 verkozen tot lid van het Europees Parlement voor de Franse Mouvement démocrate (MoDem) en bleef dit tot aan haar benoeming tot minister. Zij was voorzitter van de Commissie Extreme Armoede en Mensenrechten, in samenwerking met de Vereniging ATD Quart Monde. In het Europees Parlement was zij lid van de Commissie Economische en Monetaire Zaken, lid van de delegatie voor de relaties met Japan, en plaatsvervangend lid van de Commissie voor Landbouw en landelijke ontwikkeling. Vanaf 2014 was zij lid van de Commissie Grondwetszaken.
Op 15 september 2010 stichtte zij, samen met Daniel Cohn-Bendit, Isabelle Durant en Guy Verhofstadt, de Groep Spinelli, een vereniging van Europese Parlementsleden, academici en politieke personaliteiten die het Europees federalisme willen bevorderen.
In 2010 was zij verslaggeefster in het Europees Parlement aangaande de stichting van een Europees comité betreffende systeemrisico's. Ze vroeg onder meer om striktere regels en controles van de financiële markten, onder meer over entiteiten met een Europese dimensie. In 2011 was zij verslaggeefster over economisch goed bestuur. Zij behandelde de toe te passen sancties op staten binnen de eurozone die hun Europese verplichtingen niet zouden nakomen. Zij introduceerde ook de euro-obligaties in het debat, waar ze voorstander van is. Zij verdedigde ook de idee om een "economische dialoog" tot stand te brengen tussen de staten en de Europese Commissie en dit door middel van publieke debatten in het Europees Parlement.
In 2012 publiceerde Goulard samen met de Italiaanse premier Mario Monti De la Démocratie en Europe, waarin zij voorstellen deden voor de verdere ontwikkeling van de Europese Unie. In 2016 was zij verslaggever over de rol van de EU binnen het geheel van internationale organen en instituten met betrekking tot financiële en monetaire organisatie.
Eind 2016 was Goulard de tegenkandidaat van Guy Verhofstadt om door de liberale groep te worden voorgedragen voor het voorzitterschap van het Europees Parlement. Zij haalde het niet en protesteerde tegen het feit dat geen enkel Europees orgaan door een vrouw werd voorgezeten.
In 2017 steunde zij de kandidatuur van Emmanuel Macron voor het Franse presidentschap en organiseerde de ontmoeting van Macron met Angela Merkel.

## Minister van de Stijdkrachten
Van 17 mei 2017 tot 21 juni was Goulard minister van de Stijdkrachten (Ministre des Armées, de nieuwe titel van de voormalige minister van Defensie, Ministre de la Défense) in de eerste regering van premier Édouard Philippe als lid van La République en marche ! (LREM), Macrons nieuwe partij waarbij zij zich begin 2017 aansloot. Zij was de tweede vrouw om dit ambt op te nemen, dat van 2002 tot 2007 al was uitgeoefend door Michèle Alliot-Marie.
Op 20 juni 2017 deelde zij mee niet te zullen toetreden tot de tweede regering-Philippe. Haar naam was genoemd in verband met fictieve banen waarbij door het Europees Parlement bezoldigde medewerkers, in feite medewerkers van de MoDem waren, zeiden beschuldigers. Minister van Justitie en MoDem-partijleider François Bayrou kondigte ook niet terug te keren. Zij wilden zich beiden tegen de beschuldiging in alle onafhankelijkheid verdedigen.

## Na haar ministerschap

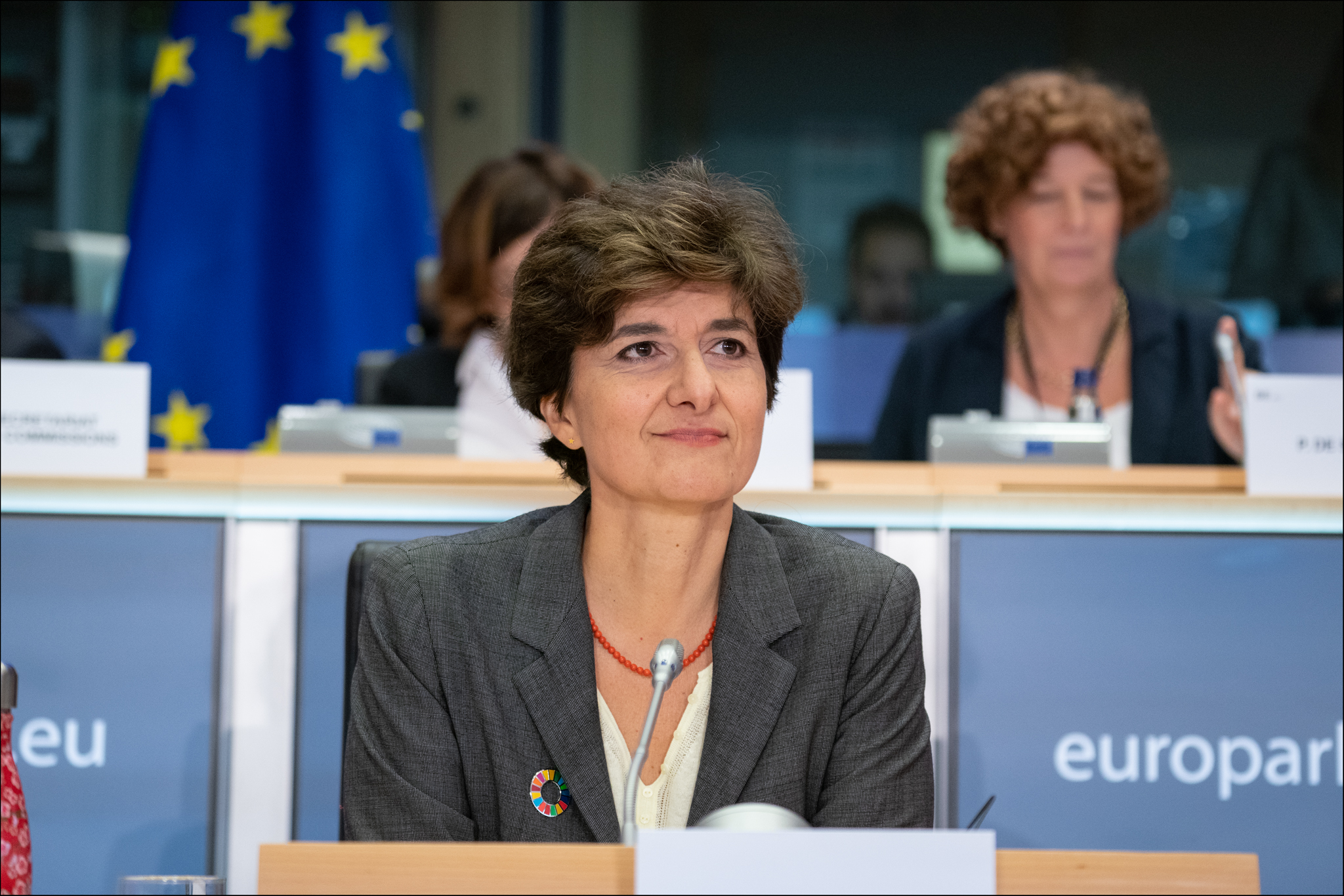
Goulard in het Europees Parlement op 10 oktober 2019

Tussen 2018 en 2022 diende Goulard als tweede vice-gouverneur van de Banque de France.
In 2019 werd Goulard door Macron voorgedragen om Europees commissaris te worden. Echter werd zij door het Europees Parlement weggestemd; voormalig minister van Econimische Zaken Thierry Breton werd vervolgens voorgedragen.

## Publicaties
- Le Grand Turc et la République de Venise, Parijs, Fayard, 2004.
- Le Partenariat privilégié, alternative à l'adhésion (samen met Rudolf Scharping, Karl Theodor Freiherr zu Guttenberg, Pierre Defraigne, Carlo Altomonte, Lucas Delattre, Fondation Schuman, 2006.
- Le Coq et la Perle, Parijs, Seuil, 2007.
- L'Europe pour les nuls, First, 2007, heruitgave 2014.
- Il faut cultiver notre jardin européen, Parijs, Seuil,  2008.
- (samen met Mario Monti) De la démocratie en Europe, Parijs, Flammarion, 2012.
- Europe: amour ou chambre à part, Parijs, Flammarion, 2013.
- Goodbye Europe, Parijs, Flammarion, 2016.

- Bibliothèque nationale de France: cb14591988d (data)
- CiNii: DA16441570
- Gemeinsame Normdatei: 121945634
- International Standard Name Identifier: 0000 0000 5642 9333
- Library of Congress Control Number: nr2004036038
- Nationale Bibliotheek van Israël: 987007434667505171
- Nederlandse Thesaurus van Auteursnamen: 398533113
- Réseau des bibliothèques de Suisse occidentale: 02-A011326878
- Système universitaire de documentation: 082014671
- Virtual International Authority File: 51937270
- WorldCat: E39PBJpV3pWYxHDYX7tCjrxbh3